# Llengua mossi
La llengua mossi, mòoré (també mõõre, moré, moshi o mos) és una de les dues llengües oficials regionals de Burkina Faso. El mòoré forma part de la branca Oti-Volta de les llengües gur, i en particular està estretament emparentat amb el frafra (farefare) parlat al sud de Burkina Faso i amb l'el dagbani parlat als voltants de Bolgatanga al nord de Ghana.
El mòoré és parlat pel poble mossi, que està format per aproximadament uns 5 milions de persones a Burkina Faso, a més d'altres 60.000 més a Mali i Togo.

## Alfabet
L'alfabet de l'idioma mossi utilitzat a Burkina Faso és una variació de l'alfabet llatí. Conté les següents lletres:
- Majúscules

A ʼ B D I Ɛ F G H I Ɩ K L M N O P R S T O Ʋ V W I Z
- Minúscules

a ʼ b d i ɛ f g h i ɩ k l m n o p r s t o ʋ v w i z
- Valors fonètics

a ʔ b d i ɛ f g h i ɪ k l m n o p r s t o ʊ v w j z